# ماكوتو ياسومورا
ماكوتو ياسومورا (保村真 ياسومورا ماكوتو) هو مؤدي أصوات ياباني ولد في 28 مارس 1975م في طوكيو.

## أدواره في الأنمي

### مسلسلات أنمي تلقزيونية
- سكال مان - هاياتو ميكوغامي
- الرمية الكبرى - شوجي سوياما
- الرمية الكبرى: بطولة الصيف - شوجي سوياما
- هيرومان - ويل
- كاتاناغاتاري - مانيوا كاماكيري
- هايسكول اوف ذا ديد - تاكاياما
- رايدباك - أكيرا ساتو
- رايلغان معينة خاصة بالعلم - تسوغوو هيبيتاني
- إنفينيت ستراتوس - دان غوتاندا
- كووزوكا - هيتا
- بوسو رينكين - رينتارو إينوكاي
- موشيشي - كيسكي
- إكس إكس إكس هوليك - جيمي
- XXXHOLiC:كيه - جيمي
- إينوياشا: الجزء الأخير - كينكا
- ياشاهيمي: أميرة أنصاف الشياطين - ميروكو
- شاكوغان نو شانا - ساتورو أوميني
- شاكوغان نو شانا II - ساتورو أوميني
- ترانسفورمرز إينرجون - بروتيكوس ماكسيموس, براول, داونشيفت
- سكول رمبل - هاياتو تاني, ريوهي سوغا
- سكول رمبل:الفصل الدراسي الثاني - هاياتو تاني, ريوهي سوغا
- هاتاراكي مان - كونيو تاناكا
- أوفر درايف - يوسكي فوكازاوا
- نحن ما زلنا لا نعرف اسم الزهرة التي رأيناها ذلك اليوم - مانابو هونما
- حفيد نوراريهيون: عاصمة العفاريت - كوريميتسو كيكاين, نيجونانامن سنجو موكادي
- الإكسورسيست الأزرق - بالثازار
- الإكسورسيست الأزرق: ملك كيوتو الملوث - غريغوري
- ميداكا بوكس - أوموميتشي ياكوشيما
- ميداكا بوكس أبنورمال - أوموميتشي ياكوشيما
- كابتن إيرث - توشياكي ماناتسو
- أيكاتسو! - جوني بيبو
- الوحوش الطفيلية: ثوابت النجاة - A
- مغامرة جوجو الغريبة: ستارداست كروسيدرز - أوينغو
- ون بنتش مان - سبرينغ موستاشيو
- بي إن إيه - فوميو ميمورا
- كيوس;تشايلد - والد تاكورو مياشيرو
- تسوروني - رين تاكيغاوا

### أنمي الإنترنت
- مونستر سترايك - السيد توتوريال
- 7 سيدز - أوكاي

### أوفا أنمي
- سكول رمبل:حصص إضافية - هاياتو تاني, ريوهي سوغا

### أفلام أنمي
- شاكوغان نو شانا - ساتورو أوميني

## أدواره في الدبلجة اليابانية
- كيك وتاوسكي - كيك
- الهوبيت: رحلة غير متوقعة - ليندير

## وصلات خارجية
- ماكوتو ياسومورا على موقع IMDb (الإنجليزية)
- ماكوتو ياسومورا على موقع ميوزك برينز (الإنجليزية)
- ماكوتو ياسومورا على موقع قاعدة بيانات الفيلم (الإنجليزية)
- ماكوتو ياسومورا على موقع ANN person (الإنجليزية)